# Workhorse Group

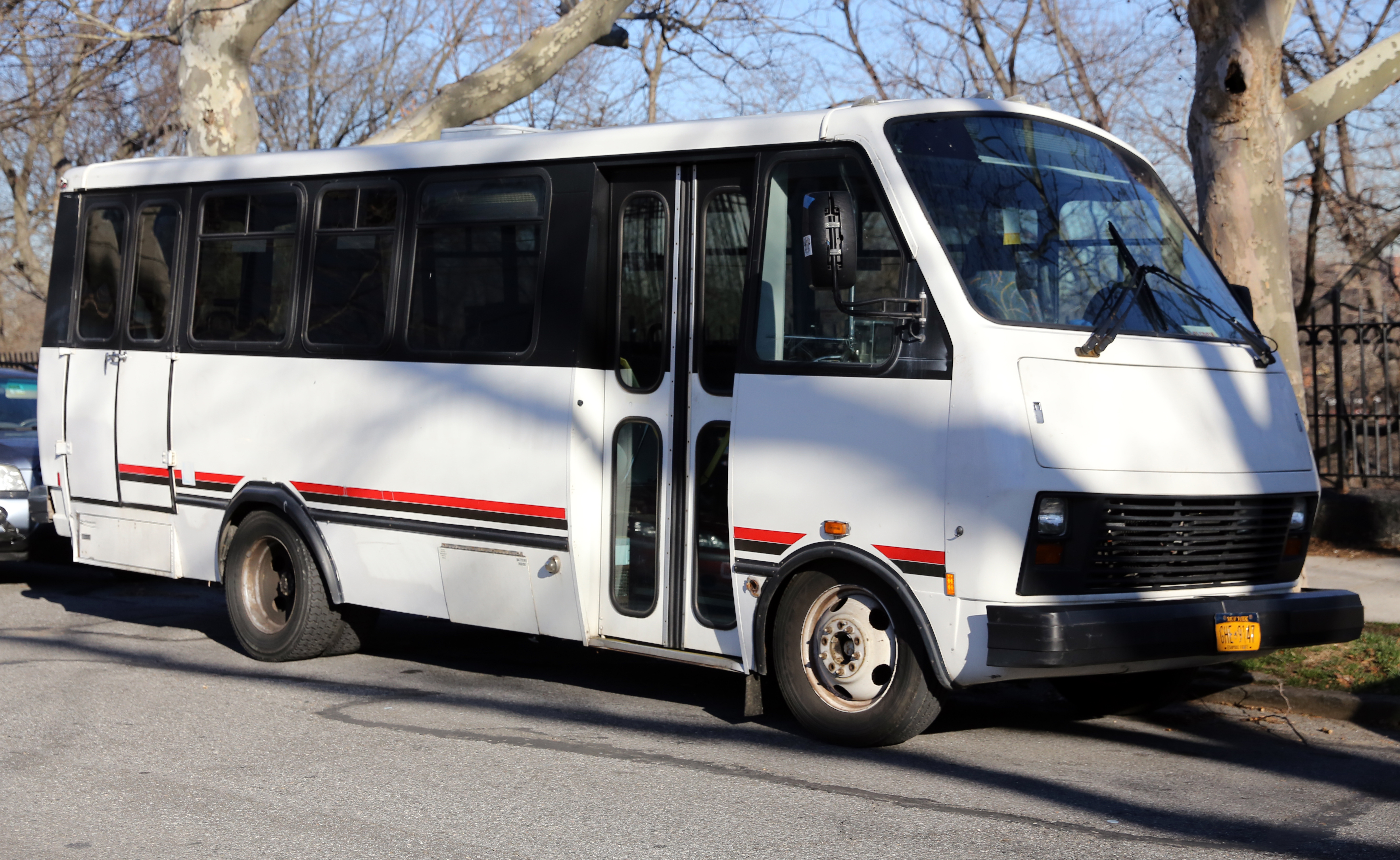
Workhorse P32

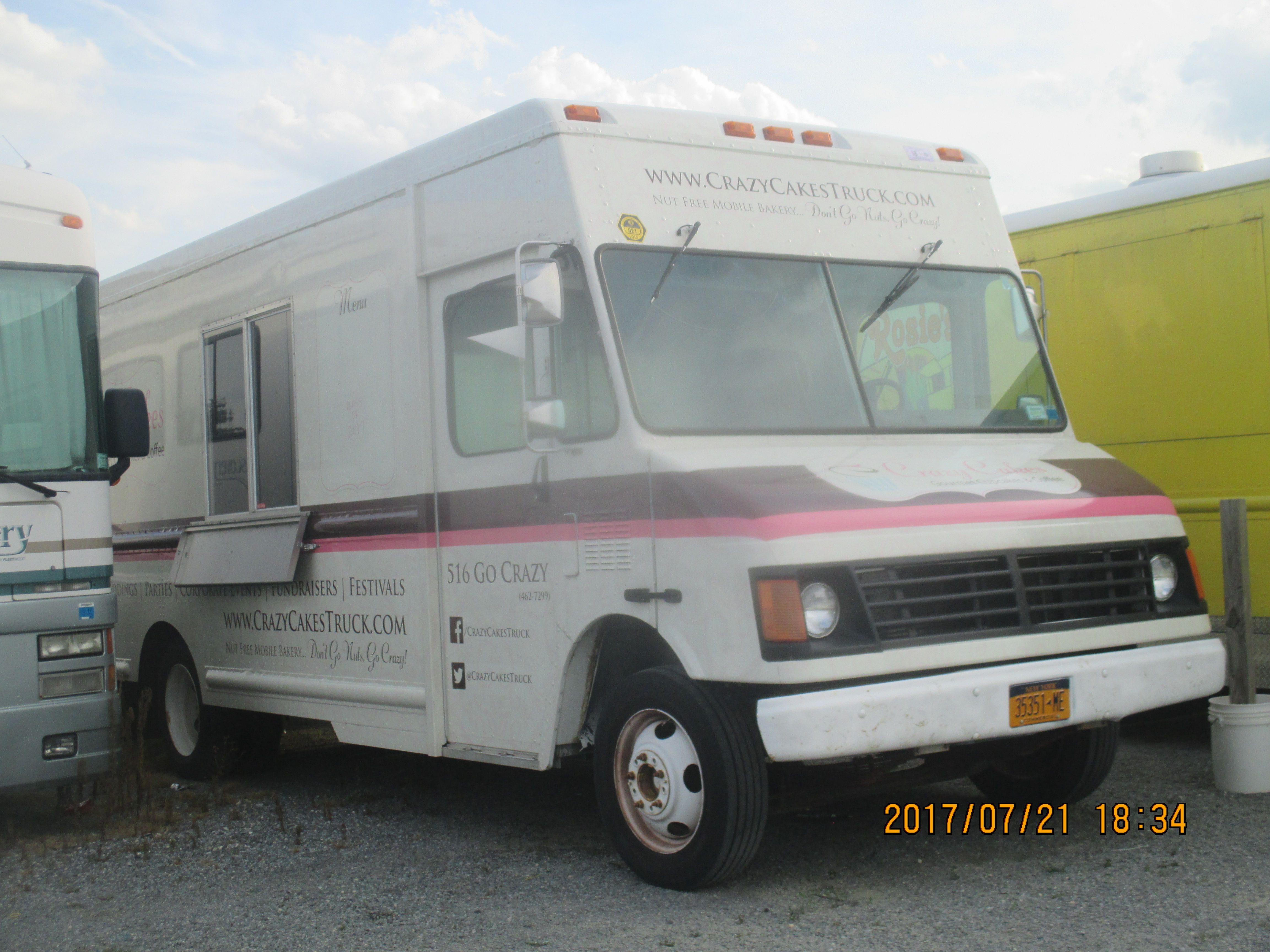
Workhorse P42

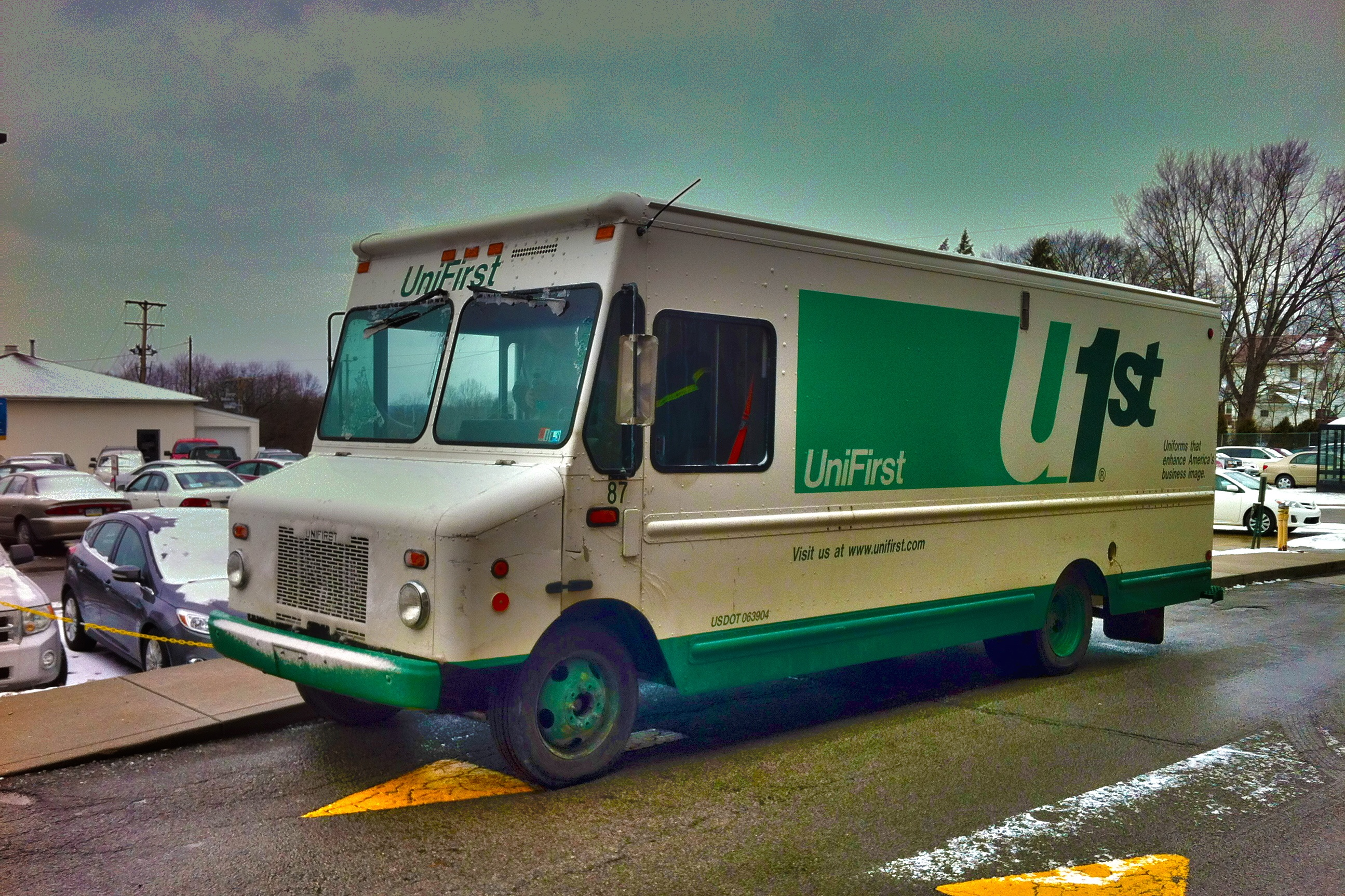
furgonetka UniFirst

Workhorse Group Inc. – amerykański producent elektrycznych samochodów ciężarowych i pickupów z siedzibą w Cincinnati działający od 1998 roku.

## Historia
Przedsiębiorstwo Workhorse zostało założone w 1998 roku z inicjatywy inwestorów, którzy chcieli doprowadzić do realizacji projektu dużego dostawczo-ciężarowego P-Series opracowywanego i zarzucony przez General Motors. Do wdrożonego do produkcji na rynku pojazdu w 2002 roku wykorzystano zarówno benzynowe, jak i wysokoprężne jednostki napędowe wraz z ramą konstrukcji koncernu z Detroit. Samochód produkowano przez kolejne 3 lata z myślą o nabywcach flotowych, wśród których znalazły się takie korporacje jak Frito-Lay, UPS czy FedEx.
W 2005 roku Workhorse zostało nabyte przez amerykańskiego producenta samochodów ciężarowych Navistar International, pozostając w jego strukturze przez kolejne 7 lat. W 2012 roku firma zdecydowała się sprzedać Workhorse w ramach planu oszczędnościowego, trafiając następnie do struktury amerykańskiej firmy AMP Holding. Nowy właściciel zdecydował się zmienić profil Workhorse, koncentrując się odtąd na rozwoju napędów w pełni elektrycznych.

### W-15
W listopadzie 2016 roku Workhorse potwierdziło, że pracuje nad pierwszym samochodem osobowym w postaci w pełni elektrycznego pickupa W-15. Pierwszy przedprodukcyjny egzemplarz przedstawiony został w maju 2017 roku, przedstawiając wstępną specyfikację techniczną W-15.
W maju 2019 roku Workhorse Group poinformowało, że prowadzi zaawansowane rozmowy z General Motors na temat kupna wygaszonych właśnie zakładów w mieście w Lordstown. Ostatecznie fabrykę zdecydowano się przekazać w ręce współzarządzanego wówczas prez Workhorse startupu Lordstown Motors, do którego przeszedł dotychczasowy prezes, Steve Burns.
W grudniu 2020 roku Workhorse ogłosiło, że po zmianie we władzach spółki zdecydowano się zarzucić projekt elektrycznego pickupa, przekazując prawa do jego produkcji siostrzanemu Lordstown Motors. Firma z kolei zdecydowała się skupić na swoim elektrycznym samochodzie dostawczo-ciężarowym, Workhorse C-Series. W sierpniu 2021 Workhorse sprzedało swoje udziały w Lordstown Motors.

## Modele samochodów

### Obecnie produkowane
- C-Series

### Historyczne
- P-Series (2002–2005)
- W-15 (2016–2020)